# Tylos europaeus
Tylos europaeus là một loài chân đều trong họ Tylidae. Loài này được Arcangeli miêu tả khoa học năm 1938.